# لولیس (شامپانزه)
لولیس (زاده ۱۰ مه ۱۹۷۶) یک شامپانزه معمولی است که برقراری ارتباط به زبان اشاره آمریکایی را آموخته.
لولیس از روی دو مراقبش (لوئیز و لیزا) در مرکز تحقیقات پستانداران منطقه‌ای یرکس در آتلانتا، جایی که او متولد شده بود، نامگذاری شد. پس از ده ماه زندگی در مرکز تحقیقات یرکس، لولیس به همراه راجر فوتس و مادرخوانده‌اش، واشو به اوکلاهاما منتقل شد. در سال ۱۹۸۰، آنها به دانشگاه مرکزی واشینگتن در النس بورگ نقل‌مکان کردند. در سال ۱۹۹۳، مؤسسه ارتباطات شامپانزه و انسان (CHCI) برای اقامت لولیس و خانواده‌اش ساخته شد. مادر بیولوژیکی لولیس در مرکز تحقیقات یرکس ماند و برای پژوهش‌های پزشکی مورد استفاده قرار گرفت. در سال۲۰۱۳، او از مؤسسه ارتباطات شامپانزه و انسان به پناهگاه شامپانزه‌های بنیاد جانوران در کانادا نقل مکان کرد.

## توانایی‌های زبانی
واشو و سه شامپانزه دیگر (تاتو، دار و موجا) به‌گونه‌ای بزرگ شدند که گویی کودکان ناشنوای انسان هستند و زبان اشاره آمریکایی را تا حد زیادی آموختند. این شامپانزه‌ها به‌طور منظم از علامت‌های دستی برای برقراری ارتباط با یکدیگر و انسان‌ها استفاده می‌کنند. لولیس تنها شامپانزه خانواده است که به‌صورت متقابل تربیت نشده است (او توسط انسان‌ها بزرگ نشده است، برخلاف واشو و شامپانزه‌های دیگر خانواده).
پس از هشت روز زندگی با مادرخوانده‌اش، واشو، لولیس اولین علامت خود را یادگرفت. در ۵ سال اول زندگی او، مراقبان لولیس تنها از هفت علامت در اطراف او استفاده کردند (علائم مورد استفاده عبارت بودند از: کی، کدام، خواستن، کجا، نام، آن و علامت). لولیس توانست آنچه را که واشو از زبان اشاره آمریکایی به او آموخته بود یاد بگیرد.
جزئیات این تحقیق را می‌توان در آموزش زبان اشاره به شامپانزه‌ها با ویرایش آلن و بئاتریکس گاردنر یافت.